# Berta Blasi i Roig
Berta Blasi i Roig (Tiana, 12 de juliol de 1981) és una conservadora i restauradora catalana que també exerceix com a professora associada a la Universitat de Barcelona.
Es va diplomar en conservació i restauració de paper a l'Escola de Conservació i Restauració de la Generalitat de Catalunya el 2003 i posteriorment també es va llicenciar en Documentació per la Universitat de Barcelona el 2009. El seu àmbit d'expertesa rau en la restauració d'obra gràfica sobre paper, pell, pergamí i suport fotogràfic.
En l'àmbit laboral, després de passar per diverses empreses, va obrir un taller de restauració propi a Tiana el 2008 dedicat a la conservació i restauració del patrimoni documental, obra gràfica i fotografia. Se la coneix sobretot pels seus treballs de restauració de documents per a institucions públiques de l'entorn GLAM català i la seva faceta pública dins d'aquest sector a Catalunya. També ha publicat diversos treballs acadèmics sobre casos d'ús i tècniques de conservació i restauració patrimonials.